# Klemens Górzyński
Klemens Gorzyński (ur. 5 listopada 1904 w Poznaniu, zm. w lipcu 1942 tamże) – polski lekarz, społecznik, działacz konspiracyjny, członek organizacji „Ojczyzna” oraz Narodowej Organizacji Bojowej.

## Życiorys
W 1923 ukończył Liceum Ogólnokształcące im. Karola Marcinkowskiego w Poznaniu. W tym samym roku rozpoczął studia medyczne na Wydziale Lekarskim Uniwersytetu Poznańskiego (sfinalizowane w 1930). W trakcie studiów dołączył do Korporacji Akademickiej Lechia, w której to w semestrze zimowym roku akademickiego 1928/1929 pełnił funkcję wiceprezesa. Działał w Bratniej Pomocy. Praktykował jako lekarz m.in. w pogotowiu ratunkowym, Związku Inwalidów Wojennych i Ubezpieczalni Społecznej. W 1938 uzyskał doktorat z medycyny. Podczas kampanii wrześniowej walczył w obronie Warszawy. Już w październiku tego samego roku zaangażował się w działalność organizacji konspiracyjnych – działał w „Ojczyźnie” oraz Narodowej Organizacji Bojowej. Współpracował z Biurem Głównego Delegata na ziemie polskie wcielone do III Rzeszy.
Niemcy nakazali mu podjąć pracę w Stęszewie, gdzie dołączyła do niego rodzina (wypędzeni z willi w Poznaniu). W nowym miejscu zamieszkania ukrywał radioodbiornik, kontynuował działalność konspiracyjną. Angażował się jako lekarz, udzielając darmowych porad, wystawiając zaświadczenia lekarskie i zwolnienia członkom konspiracji. W celach konspiracyjnych często wyjeżdżał do Warszawy.
18 października 1941 został aresztowany przez gestapo w Stęszewie. Początkowo więziony w poznańskim Domu Żołnierza, ostatecznie trafił do ciężkiego więzienia w Forcie VII Pomagał potrzebującym i chorym więźniom, sam przeszedł tyfus plamisty. Zamordowany przez Niemców najprawdopodobniej w nocy 7 lipca 1942 w lasach pod Poznaniem. W chwili śmierci miał 37 lat.
Jego żoną była Jadwiga Kuca, I voto Spandowska. Wychowywali jej córkę Sabinę z pierwszego małżeństwa.